# Безвучни савијени фрикатив
Безвучни савијени или ретрофлексни фрикатив јесте сугласник који се користи у мањем броју говорних језика. Симбол у Међународном фонетском алфабету који представља овај звук је //.

## Карактеристике
Карактеристике безвучног алвеоларног фрикатива:
- Начин артикулације је фрикативни, што значи да је произведен усмеравањем протока ваздушне струје из плућа низ језик до места артикулације, на коме је усредсређена на оштре ивице скоро стиснутих зуба, узрокујући високофреквентну турбуленцију.
- Место артикулације је ретрофлексно што значи да је врх језика благо закривљен, а иначе је положај језика посталвеоларан, али без палатализације.
- Фонација је безвучна, што значи да гласне жице не трепере током артикулације.

## Појава
Примери језика где се јавља ова фонема:
| Језик        | Језик           | Реч | ИПА       | Значење           | Напомене                                                                             |
| ------------ | --------------- | --- | --------- | ----------------- | ------------------------------------------------------------------------------------ |
| абхаски      | абхаски         | амш |           | 'дан'             |                                                                                      |
| адигејски    | адигејски       | пшъашъэ | [pʂaːʂa]ⓘ | 'девојка'         |                                                                                      |
| кинески      | мандарински     | [石] грешка: {{lang}}: непрепозната ознака језика: zh-cmn-Hani (помоћ) [shí] грешка: {{lang}}: текст има искошену назнаку (помоћ) |           | 'камен'           |                                                                                      |
| ферјарски    | ферјарски       | [fýrs] грешка: {{lang}}: текст има искошену назнаку (помоћ)                                                                       |           | 'осамдесет'       |                                                                                      |
| малајаламски | малајаламски    | [കഷ്ടി] грешка: {{lang}}: писмо: mlym није подржано за кôд: ml (помоћ)                                                              |           | 'реткост'         |                                                                                      |
| норвешки     | норвешки        | [forsamling] грешка: {{lang}}: текст има искошену назнаку (помоћ)                                                                 |           | 'окупљање'        | Алофон сугласничке групе у већини дијалеката, укључујући стандардни источнонорвешки. |
| паштунски    | јужни дијалект  | ښودل |           | 'приказати'       |                                                                                      |
| пољски       | пољски          | [szum] грешка: {{lang}}: текст има искошену назнаку (помоћ)                                                                       | [ʂ̻um]ⓘ    | 'шум'             |                                                                                      |
| руски        | руски           | шут |           | 'дворска луда'    |                                                                                      |
| сицилијански | сицилијански    | [strata] грешка: {{lang}}: текст има искошену назнаку (помоћ)                                                                     |           | улица'            |                                                                                      |
| словачки     | словачки        | [šatka] грешка: {{lang}}: текст има искошену назнаку (помоћ)                                                                      |           | 'марама'          |                                                                                      |
| шведски      | шведски         | [fors] грешка: {{lang}}: текст има искошену назнаку (помоћ)                                                                       |           | 'брзаци'          | Алофон сугласничке групе у већини дијалеката, укључујући стандардни шведски.         |
| телугу       | телугу          | [అభిలాషి] грешка: {{lang}}: писмо: telu није подржано за кôд: te (помоћ)                                                             |           | 'особа која жели' |                                                                                      |
| тода         | тода            | |           | (име племена)     |                                                                                      |
| торвали      | торвали         | ? |           | 'танак канап'     |                                                                                      |
| убихски      | убихски         | |           | 'глава'           |                                                                                      |
| вијетнамски  | јужни дијалекти | [sữa] грешка: {{lang}}: текст има искошену назнаку (помоћ)                                                                        |           | 'млеко'           |                                                                                      |
| нуосу        | нуосу           | ꏂ [shy] грешка: {{lang}}: текст има искошену назнаку (помоћ)                                                                     |           | 'злато'           |                                                                                      |